# Parlatoria ephedrae
Parlatoria ephedrae (лат.) — вид полужесткокрылых насекомых-кокцид рода Parlatoria из семейства щитовки (Diaspididae).

## Распространение
Африка: Египет. Азия: Иран, Туркменистан, Таджикистан, Узбекистан.

## Описание
Самки с 2 или 3 железами на щитке рядом с дыхальцами. Тело овальное формы. Тело самки покрыто щитком из двух личиночных шкурок. Брюшко сегментировано, пигидий развит. Цилиндрические железы несут 2 хитиновых ободка. Дорзальные железы шире их устьиц не более чем в 4 раза.
Питаются соками таких гнетовых растений, как Ephedra sp., Ephedra procera, Ephedra nebrodensis, Ephedra nebrodensis, Ephedra intermedia, Ephedra equisetina,Ephedra alte (Gnetaceae).
Вид был впервые описан в 1911 году немецким энтомологом Карлом Линдингером (Karl Hermann Leonhard Lindinger, 1879—1956) как Lepidosapittens.
Таксон Parlatoria ephedrae включён в состав рода Parlatoria вместе с таксонами Parlatoria blanchardi, Parlatoria camelliae, Parlatoria crotonis, Parlatoria oleae, Parlatoria pergandii, Parlatoria proteus, Parlatoria ziziphi и другими.